# Triodia
Triodia és un gènere de plantes de la subfamília de les cloridòidies, família de les poàcies. És endèmica d'Austràlia i té 144 espècies.
És una planta herbàcia perenne que creix en regions àrides i té les fulles punxants i tenyides. Són conegudes popularment com a Spinifex, tot i que no pertany al gènere costaner Spinifex.
Triodia ha estat molt utilitzat pels aborígens australians. Les seves llavors s'han recollit per fer pastissos, amb la resina de la planta fan cola per les seves llances i amb les seves branques feien senyals de fum per comunicar-se a distància amb les seves famílies, ja que produeixen un intens fum negre.

## Espècies seleccionades
- Triodia acuminata
- Triodia acutispicula
- Triodia aèria
- Triodia albescens
- Triodia alpina